# Nadelholz-Säbelschrecke
Die Nadelholz-Säbelschrecke (Barbitistes constrictus) ist eine Art aus der Unterfamilie der Sichelschrecken (Phaneropterinae).

## Merkmale
Die Tiere werden 14 bis 20 Millimeter lang und sind der Laubholz-Säbelschrecke (Barbitistes serricauda) recht ähnlich. Sie besitzen aber eine deutlich dunklere Grundfärbung; diese ist meist blaugrün, selten auch braun. Insbesondere die etwas helleren Weibchen weisen eine deutliche dunkle Fleckzeichnung am Rücken und an den Seiten auf. Der Halsschild und der Rücken des Hinterleibs können besonders bei den Männchen fast schwarz gefärbt sein. Gleich wie bei der ähnlichen Art verläuft von den Facettenaugen ausgehend je eine hellgelbliche Längslinie über den Halsschild und am Flügelrand entlang. Meist, insbesondere bei den Männchen, setzen sich diese Linien am Hinterleib fort. Die langen Fühler sind braun bis schwarz und tragen in größeren Abständen einzelne, feine helle Ringe. Der Kopf der Tiere ist etwas breiter als bei der Laubholz-Säbelschrecke und geringfügig breiter, als der Halsschild lang ist. Die S-förmig gekrümmten Cerci unterscheiden sich ebenso zwischen den Arten. Bei der Nadelholz-Säbelschrecke sind diese kurz vor der Spitze nach außen verbreitert. Die Legeröhre (Ovipositor) der Weibchen ist mit 2,5 bis dreifacher Länge des Halsschildes etwas länger ausgeprägt.

### Ähnliche Arten
- Laubholz-Säbelschrecke (Barbitistes serricauda)

## Vorkommen
Die Art kommt vor allem in Nadelwäldern vor. Sie ist in Deutschland im Gegensatz zur verwandten Art selten und kam lange Zeit nur östlich der Linie Kulmbach-Nürnberg-Passau vor. Mittlerweile wurde die Art aber auch in den Bayerischen Alpen und im östlichen Baden-Württemberg gefunden.

## Lebensweise
Über die Lebensweise der Art ist noch wenig bekannt. Eine einzelne Larve wurde erfolgreich mit Nadeln von Fichten und Lärchen und auch mit Rosenblättern aufgezogen. Der Balzgesang der Männchen ähnelt dem der Laubholz-Säbelschrecke. Es werden aber längere Reihen von sechs bis acht Einzellauten erzeugt, zwischen denen jeweils Einzelsilben ertönen.

## Referenzen
- Heiko Bellmann: Der Kosmos Heuschreckenführer, Die Arten Mitteleuropas sicher bestimmen, Franckh-Kosmos Verlags-GmbH & Co KG, Stuttgart 2006, ISBN 3-440-10447-8.